# Crisis Force
Crisis Force (クライシスフォース en japonais) est un shoot them up à scrolling vertical sorti en 1991 sur Famicom. Le jeu a été édité par Konami et est seulement sorti au Japon.